# 矮丛蒿
矮丛蒿（学名：Artemisia caespitosa）为菊科蒿属的植物。分布在蒙古、俄罗斯以及中国大陆的新疆、内蒙古等地，多生于砾质坡地常成为植物群落的主要伴生种、中、低海拔地区的荒漠草原或局部地区为建群种，目前尚未由人工引种栽培。

## 别名
灰莲蒿（内蒙古植物志）